# Filippo Bonanni
Filippo Bonanni fue un jesuita, biólogo director de museo y escritor nacido el 7 de enero de 1638 y fallecido el 30 de marzo de 1725.

## Vida
Antes de entrar en la Compañía de Jesús, estudió dibujo, además de letras, en el Collegio Romano. Hecho el noviciado, completó sus humanidades en el mismo Collegio Romano, donde, por influjo de su maestro Francesco Eschinardi, se interesó en especial por la física, ciencias y técnica, que aplicó a la fabricación de microscopios. Enseñó gramática y retórica en el colegio de la Compañía de Orvieto antes de iniciar la teología (1666) en el Collegio Romano, donde tuvo de profesor a Sforza Pallavicino. Mientras cursaba la teología, anotó y describió todas las casas y obras de la Compañía de Jesús en el mundo, que años después (1672) publicó en un catálogo.
Su primer destino como sacerdote fue enseñar filosofía en el colegio jesuita de Ancona. Entonces, desarrolló su interés por las ciencias naturales, sobre todo por la malacología, estimulado por su trato con el erudito Camillo Pichi, que tenía una colección de conchas en su gabinete de curiosidades. Llamado a Roma, como archivero (1676-1695) de la curia generalicia, un cargo en el que encontró amplio campo para sus curiosidades científicas. En 1681, publicó su estudio sobre los moluscos, con dibujos ilustrativos propios. Esta obra despertó un enorme y duradero interés, y preparó, a su vez, el camino a Carlos Linneo. Bonanni contribuyó a esto con sus notables observaciones sobre la posibilidad de reducir a pocos grupos generales las conchas, por sus formas; pero cometió el error de aceptar el anacrónico principio aristotélico de la generación espontánea, discutida con calor y rechazada ya por los científicos contemporáneos.
Tras su rectorado (1695-1698) del Collegio Maronita de Roma, volvió al Collegio Romano para encargarse de la congregación Primaria y del museo que conservó hasta su muerte. Su larga estancia en Roma le dio la oportunidad de reunir gran cantidad de información acerca de materias diversas y publicar trabajos ilustrados sobre numismática (en especial pontificia), hábitos religiosos e instrumentos musicales.

## Obras

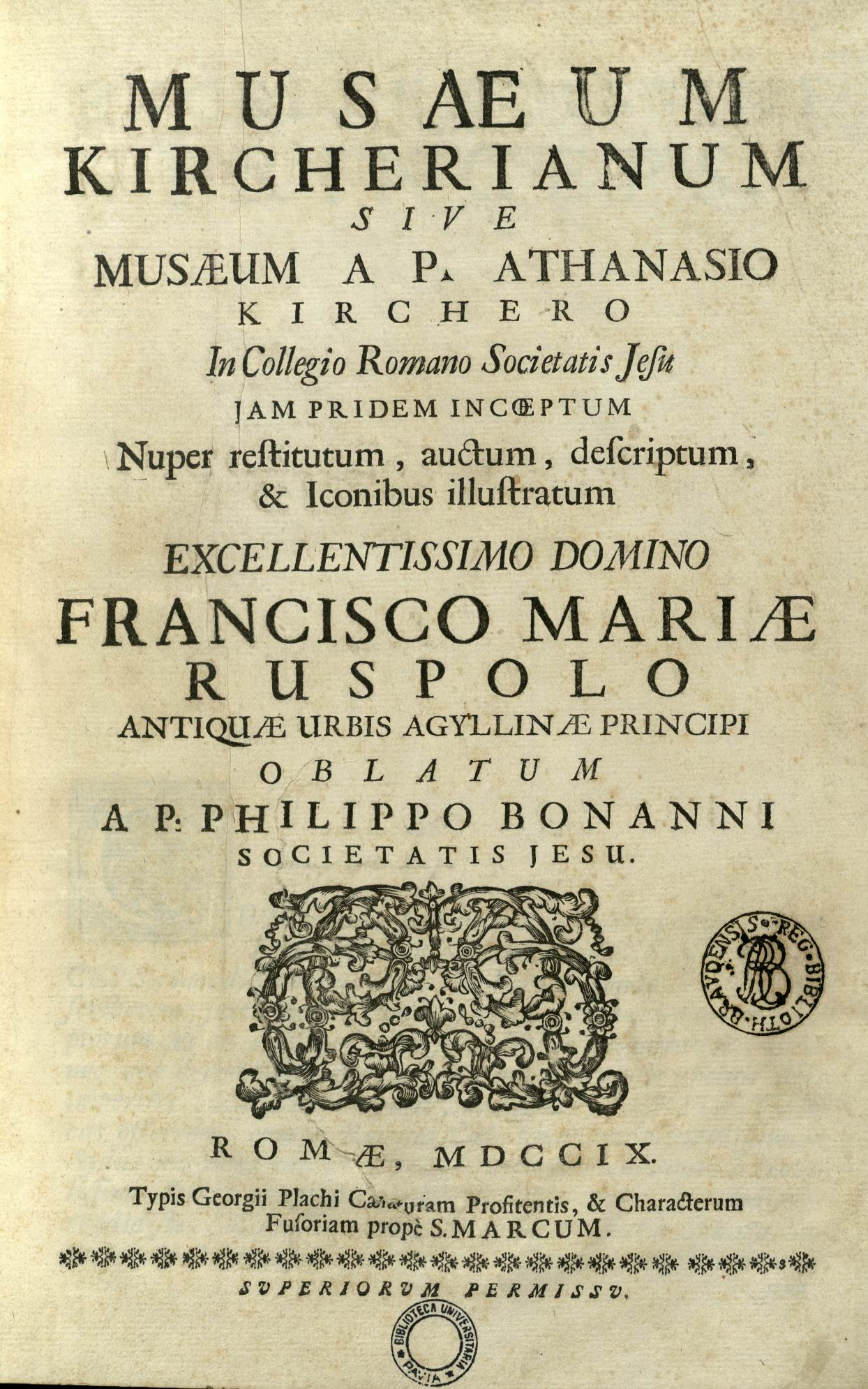
Musaeum Kircherianum, 1709

- Catalogus provinciarum, domorum, collegiorum, residentiarum, seminariorum et missionum Societatis Iesu (Roma, 1672).
- Ricreatione dell'occhio e della mente nell'osservation' delle chiocciole (Roma, 1681).
- Numismata Pontificum Romanorum quae a tempore Martini V usque ad annum MDCXCIX... prodiere.... 2 v. (Roma, 1699).
- Ordinum religiosorum in Ecclesia militanti catalogus, eorumque indumenta in iconibus expressa, 3 v. (Roma, 1706-1710).
- Museum Kircherianum... in Collegio Romano... (Roma, 1709).
- Gabinetto armonico pieno d'instromenti sonori... (Roma, 1716).
- La gerarchia ecclesiastica considerata nelle vesti sagre e civili... (Roma, 1720).